# Torrent de la Barata
El Torrent de la Barata és un afluent per la dreta de l'Aigua de Valls a la Vall de Lord que al llarg del seu recorregut també rep el nom de Rierol de Pratformiu.
Neix al sector de la Creu de Jovells (terme municipal de la Coma i la Pedra). Durant bona part del seu curs segueix la direcció predominant NE-SW. És duent aquesta direcció i amb el nom de Rierol de Pratformiu que travessa l'altiplà de Pratformiu fins que als 1.414 m. d'altitud, el deixa enrere per baixar pel vessant sudocciental de la serra de Pratformiu en un sector conegut amb el nom d'Els Forats la qual cosa fa que se'l conegui també amb el nom de la Rasa dels Forats. Quan es troba a 1.165 m. d'altitud i porta ja recorreguts uns 3.400 metres, passa pel costat de les runes de la masia de La Barata circumstància que comporta que a partir d'aquí sigui conegut amb el nom del Torrent de la Barata. Quan ja porta 4.700 m de recorregut i es troba a una altitud de 950 m., passa per sota l'església de Sant Lleïr de Casabella que deixa a la seva riba dreta. En aquest punt tomba sobtadament per agafar la direcció cap al sud-est, direcció que mantindrà durant la resta del seu recorregut fins a desguassar al pantà de la Llosa del Cavall a 803 m. d'altitud, després d'haver rebut per l'esquerra les aigües del Torrent de la Vilella (a 894 m. d'altitud), haver travessat pel Pont de la Codina la carretera LV-4241 que uneix Berga amb Sant Llorenç de Morunys i haver passat a tocar de les instal·lacions de la Knauf.

## Municipis que travessa
|                                                   | Longitud (en m.) | % del recorregut |
| ------------------------------------------------- | ---------------- | ---------------- |
| Per l'interior del municipi de la Coma i la Pedra | 5.352            | 80,08%           |
| Per l'interior del municipi de Guixers            | 1.331            | 19,92%           |

## Perfil del seu curs
| metres de curs  | 0     | 500   | 1.000 | 1.500 | 2.000 | 2.500 | 3.000 | 3.500 | 4.000 | 4.500 | 5.000 | 5.500 | 6.000 | 6.500 |
| --------------- | ----- | ----- | ----- | ----- | ----- | ----- | ----- | ----- | ----- | ----- | ----- | ----- | ----- | ----- |
| Altitud (en m.) | 1.545 | 1.474 | 1.450 | 1.427 | 1.400 | 1.330 | 1.215 | 1.155 | 1.080 | 964   | 901   | 859   | 830   | 803   |
| % de pendent    | -     | 14,2  | 4,8   | 4,6   | 5,4   | 14,0  | 23,0  | 12,0  | 15,0  | 39,1  | 12,6  | 8,4   | 5,8   | 5,4   |

## Xarxa hidrogràfica
La xarxa hidrogràfica del Torrent de la Barata està constituïda per 38 cursos fluvials la longitud total dels quals suma 20.752 m.

### Afluents destacables

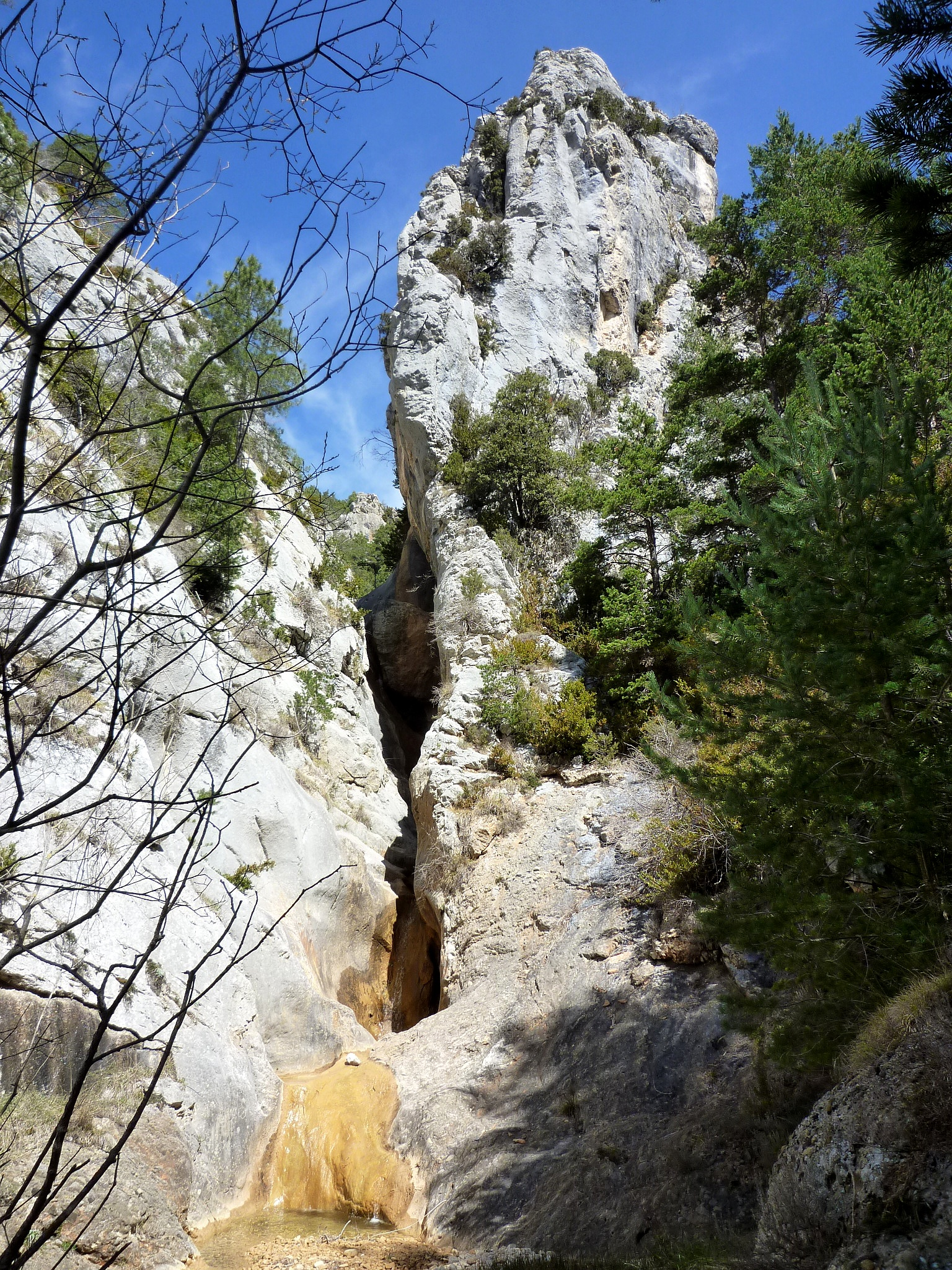
La Garganta, indret de la rasa

- El Torrent de la Vilella

### Distribució municipal
El conjunt d'aquesta xarxa hidrogràfica transcorre pels següents termes municipals:
| Municipi           | Cursos o trams | Longitud que hi transcorre |
| ------------------ | -------------- | -------------------------- |
| La Coma i la Pedra | 38             | 19.384 m.                  |
| Guixers            | 2              | 1.365 m.                   |